# سوزان آيفي
سوزان آيفي (بالإنجليزية: Susan Cameron) (و. 1958 – م) هي رجل أعمال، تاجر من الولايات المتحدة الأمريكية ولدت في سكنيكتادي، نيويورك.

## التعليم
تعلمت في جامعة فلوريدا.